# Cedar Rapids, Wisconsin
Cedar Rapids là một thị trấn thuộc quận Rusk, tiểu bang Wisconsin, Hoa Kỳ. Năm 2010, dân số của thị trấn này là 41 người.